# Gregorio Naro
Gregorio Naro (Roma, 24 ottobre 1581 – Rieti, 7 agosto 1634) è stato un cardinale e vescovo cattolico italiano.
Appartenente ad una nobile famiglia romana, era figlio di Fabrizio Naro e di Olimpia Lante, sorella del cardinale Marcello Lante.

## Biografia
Ottenne il dottorato presso l'Università di Perugia. Nel 1621 divenne referendario presso il Supremo Tribunale della Segnatura Apostolica e nel 1623 prefetto all'Annona, quindi uditore generale presso la Camera Apostolica. Fu governatore di Civitavecchia dal 1624 al 1625.
Nel concistoro del 19 novembre 1629 papa Urbano VIII lo creò cardinale assegnandogli il titolo di cardinale presbitero dei Santi Quirico e Giulitta.
Il 6 febbraio del 1634 venne eletto vescovo di Rieti, diocesi che tenne però per pochi mesi prima di morire, proprio nella città sua sede vescovile.
La sua salma fu traslata a Roma ed inumata nella Basilica di Santa Maria sopra Minerva.

## Genealogia episcopale e successione apostolica
La genealogia episcopale è:
- Cardinale Guillaume d'Estouteville, O.S.B.Clun.
- Papa Sisto IV
- Papa Giulio II
- Cardinale Raffaele Sansone Riario
- Papa Leone X
- Papa Paolo III
- Cardinale Francesco Pisani
- Cardinale Alfonso Gesualdo di Conza
- Papa Clemente VIII
- Papa Paolo V
- Cardinale Marcello Lante della Rovere
- Cardinale Gregorio Naro

La successione apostolica è:
- Arcivescovo Antonio Severoli (1634)
- Vescovo Antonio Arrigoni, O.F.M.Obs. (1634)